# Roman Runner
Roman Runner (1991) è un giocatore di football americano statunitense, che ha giocato come wide receiver.
Dopo aver giocato per due squadre universitarie va a giocare in Finlandia (dove milita nei Seinäjoki Crocodiles, nei Porvoon Butchers e nei Turku Trojans); si trasferisce quindi in Australia, agli Swan City Titans, per i quali è anche assistant coach. Nel 2018 torna ai Porvoon Butchers.